# أوريفلام
أرويفلام (بالإنجليزية: Oriflame) شركة سويدية الأصل. تأسست سنة 1967 على يد الأخوين جوناس وروبير جوشنيك؛ وهي شركة لمواد التجميل من بين الشركات العالمية الأكثر تطوراً وانتشاراً. وهي تتواجد حاليا بأكثر من 60 دولة وتملك أسهماً عالية القيمة في بورصة ستوكهولم المعروفة عالمياً.

## أهداف الأخوين جوشنيك
كان حلم هذين الشابين اليافعين هو خلق مقاولة للتجميل تعرض مجموعة منتجات للعناية بالبشرة مختلفة اختلافاً تاماً عما كان موجوداً في ذلك الوقت. وكانا يريدان أيضاً أن يستعملا طريقة يمكّنان فيها الزبائن من الحصول على نصائح شخصية من أناس يضعون ثقتهم فيهم بطريقة جيدة ومسلية. بعد الحرب العالمية الثانية مباشرة اخترعا أهم منتوج في أوريفلام وهو تاندر كير والمسمى سابقا بيونيفرسل، ذلك الكريم الصغير الذي يخفي الندوب من البشرة بعد تعرضها للحرق أو إثر التعرض للرصاص الذي كان يعاني منه أغلب الناس في تلك الفترة من الزمن. بعد النجاح الباهر الذي حققه المنتوج قررا إكمال مسيرتهما في صنع المواد التجميلية.